# Belmonte Calabro
Belmonte Calabro község (comune) Olaszország Calabria régiójában, Cosenza megyében.

## Fekvése
A megye délnyugati részén fekszik a Tirrén-tenger partján. Határai: Amantea, Lago, Longobardi, Mendicino és San Pietro in Amantea.

## Története
A település a 9. században alakult ki miután a vidék kis falvait a szaracénok elpusztították és a lakosság a hegyes, erdős területekre húzódott vissza. A 11. században épültek fel védművei.

## Népessége
A népesség számának alakulása:

## Főbb látnivalói
- Madonna del Carmine-templom
- SS. Annunziata-templom
- Santa Maria Immacolata-templom
- Santa Maria Assunta-templom (16. század)